# Museo Paleontológico Megaterio
El Museo Paleontológico Megaterio es un museo dedicado a la paleontología especializado en los restos de megafauna del Pleistoceno tardío (50.000 a 8.000 a.p.), encontrados en el yacimiento de Tanque Loma. Se encuentra en la via La Libertad del campus universitario de la Universidad Estatal Península de Santa Elena, de la provincia de Santa Elena, Ecuador. Es considerado el primer museo de corte paleontológico del Ecuador.

## Historia
El museo fue creado tras un proyecto de investigación arqueológica realizado entre 2004 y 2006 en el sector denominado Tanque Loma,  adjunto a la Quebrada Seca en el cantón La Libertad. El hallazgo se realizó debido a que la empresa Petro-industrial estaba realizando extracciones de hidrocarburos en la zona a principios de la década de los 2000. 
Este proyecto permitió recuperar inicialmente alrededor de 524 huesos completos y aproximadamente 2969 fragmentos de huesos de animales extintos de megafauna, siendo la más representativo el Eremotherio laurillardi (Megaterio). 

## Exposición
El museo reúne piezas paleontológicas que datan de hace 26 000 años, encontrados en los sectores Tanque Loma del cantón La Libertad, y en los cantones de Salinas y de Santa Elena. Allí se exhiben restos fósiles de animales como el mastodonte americano, el megaterio (perezoso terrestre gigante), el caballo americano, el armadillo gigante, el mamut entre otros mamíferos de considerable tamaño.